# Mouche verte
Taxons concernés
- Parmi la famille Muscidae
  - Le genre Neomyia
  - Le genre Dasyphora
  - Le genre Pyrellia
- Parmi la famille Tachinidae
  - Le genre Gymnocheta
- Parmi la famille Calliphoridae
  - Le genre Cynomya
  - Le genre Chrysomya
  - Le genre Luciliamodifier

Mouche verte est un nom vernaculaire désignant en français diverses mouches Diptères Brachycères et des familles Muscidae, Tachinidae et Calliphoridae. Ces mouches d'un vert métallique sont assez difficiles à distinguer. Leurs larves ont la particularité d'être saprophages, coprophages, nécrophages, et pour quelques-unes d'entre-elles, endoparasites provoquant des myiases. Certaines sont généralistes quand d'autres sont hautement spécialisées. Les imagos, quant à eux, se nourrissent de nectar sur les Apiacées, à l'instar de nombreux Diptères.
Lucilia sericata est en quelque sorte l'espèce-type de ce groupe et est souvent nommée « Mouche verte commune ».

## Description
Ces mouches ont de grands yeux composés, un thorax et un abdomen d'un vert métallique brillant, revêtus de poils d'un noir hérissé et d'une paire d'ailes membraneuses, foncées, veinées et translucides. L'ensemble de leur corps mesure entre 5 et 10 mm de long. Comme de nombreux diptères, les yeux du mâle se touchent au niveau des ocelles.
La détermination des genres s'effectue grâce à la couleur du front et des genae ainsi qu'à leur pilosité, la forme de la nervure médiane de l'aile, la pilosité des yeux et le nombre de poils sur le thorax et l'abdomen.

Quelques espèces phares
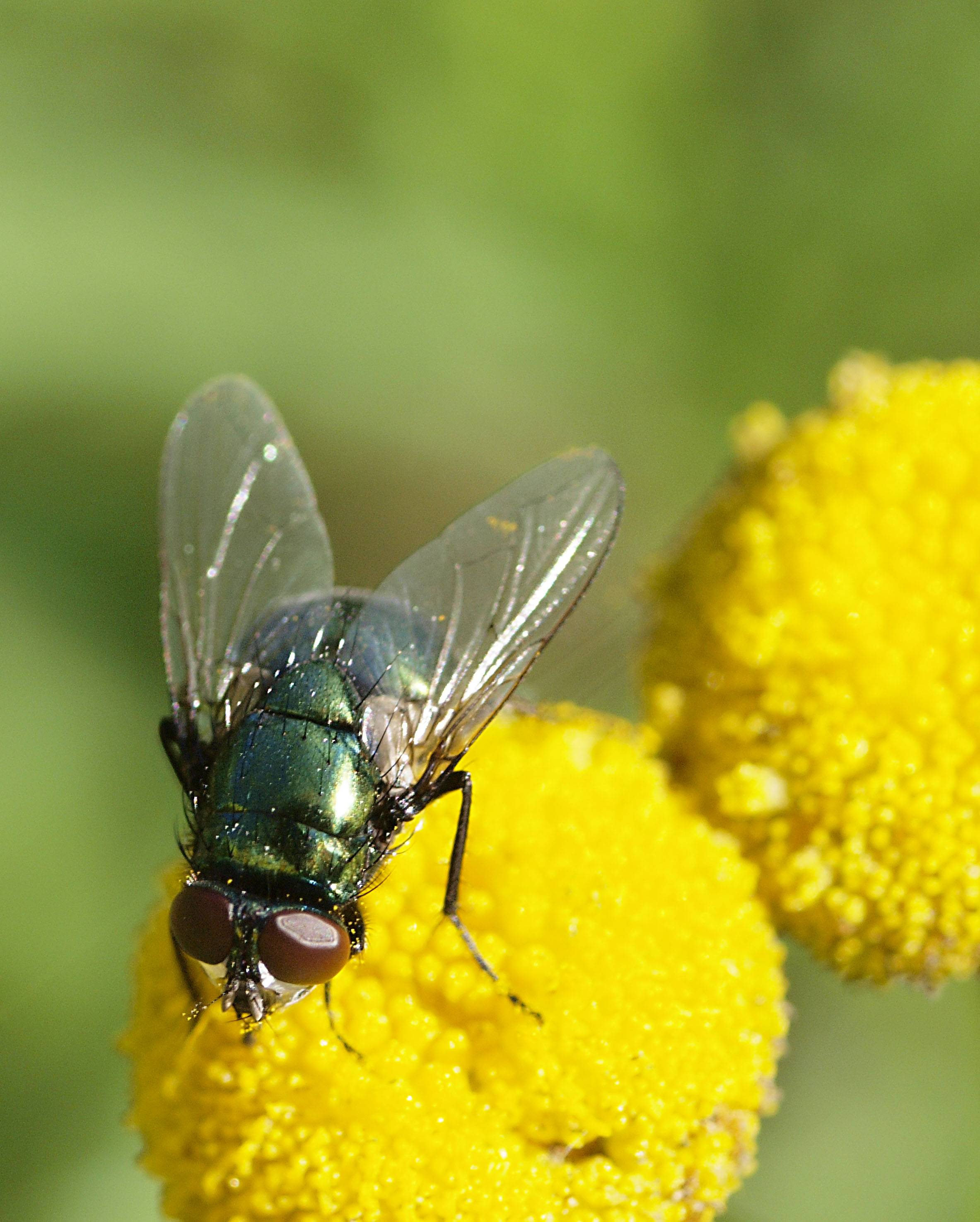
Neomyia cornicina (Neomyia, Muscidae)
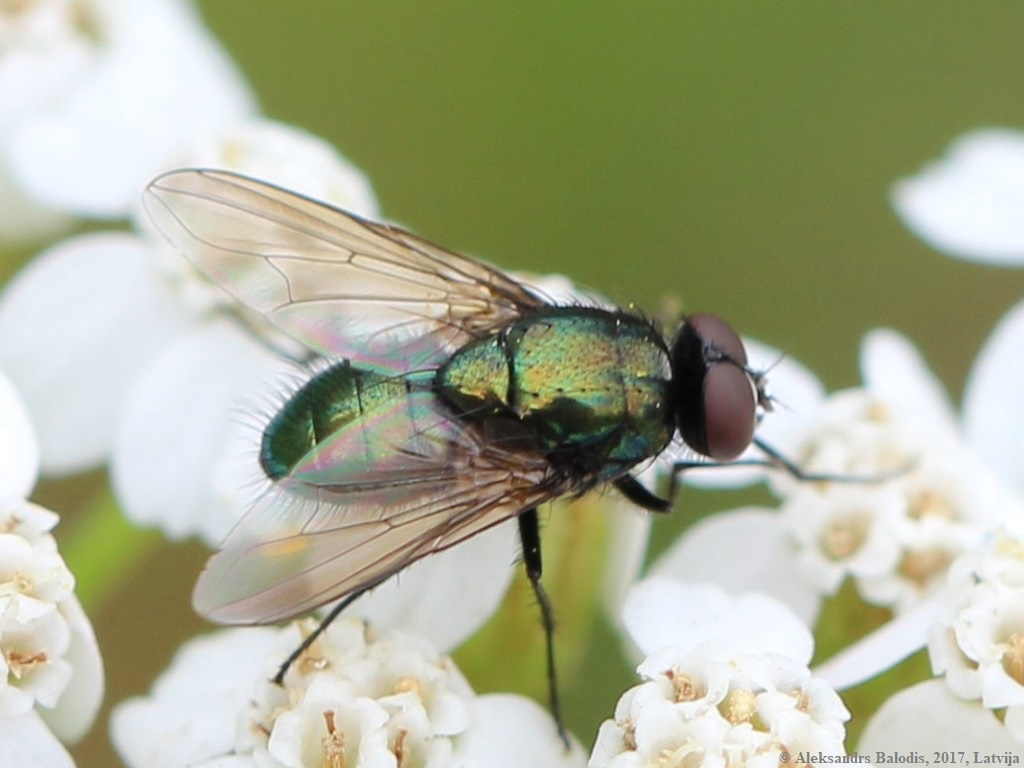
Pyrellia rapax (Pyrellia, Muscidae)
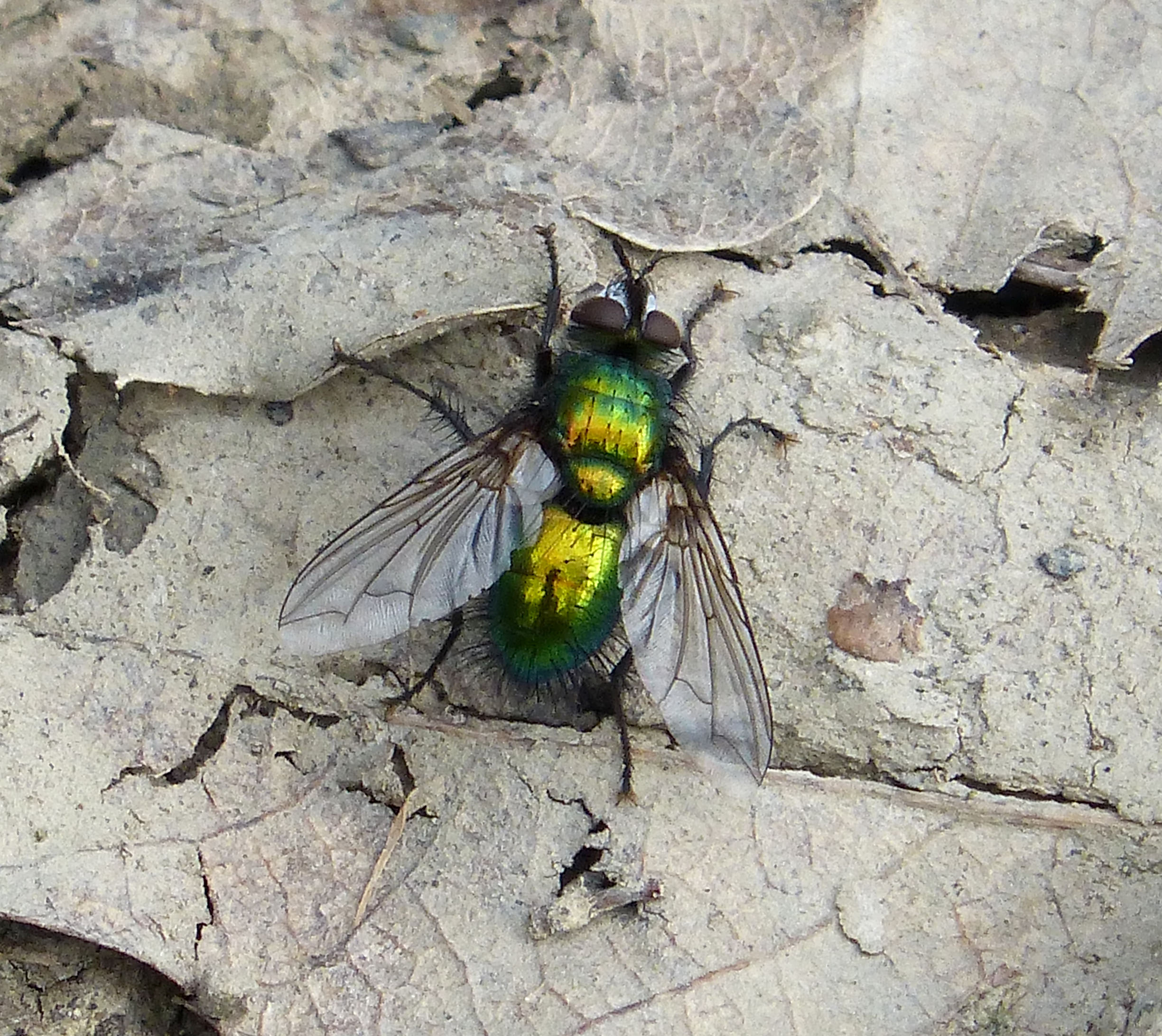
Gymnocheta viridis (Gymnocheta, Tachinidae)
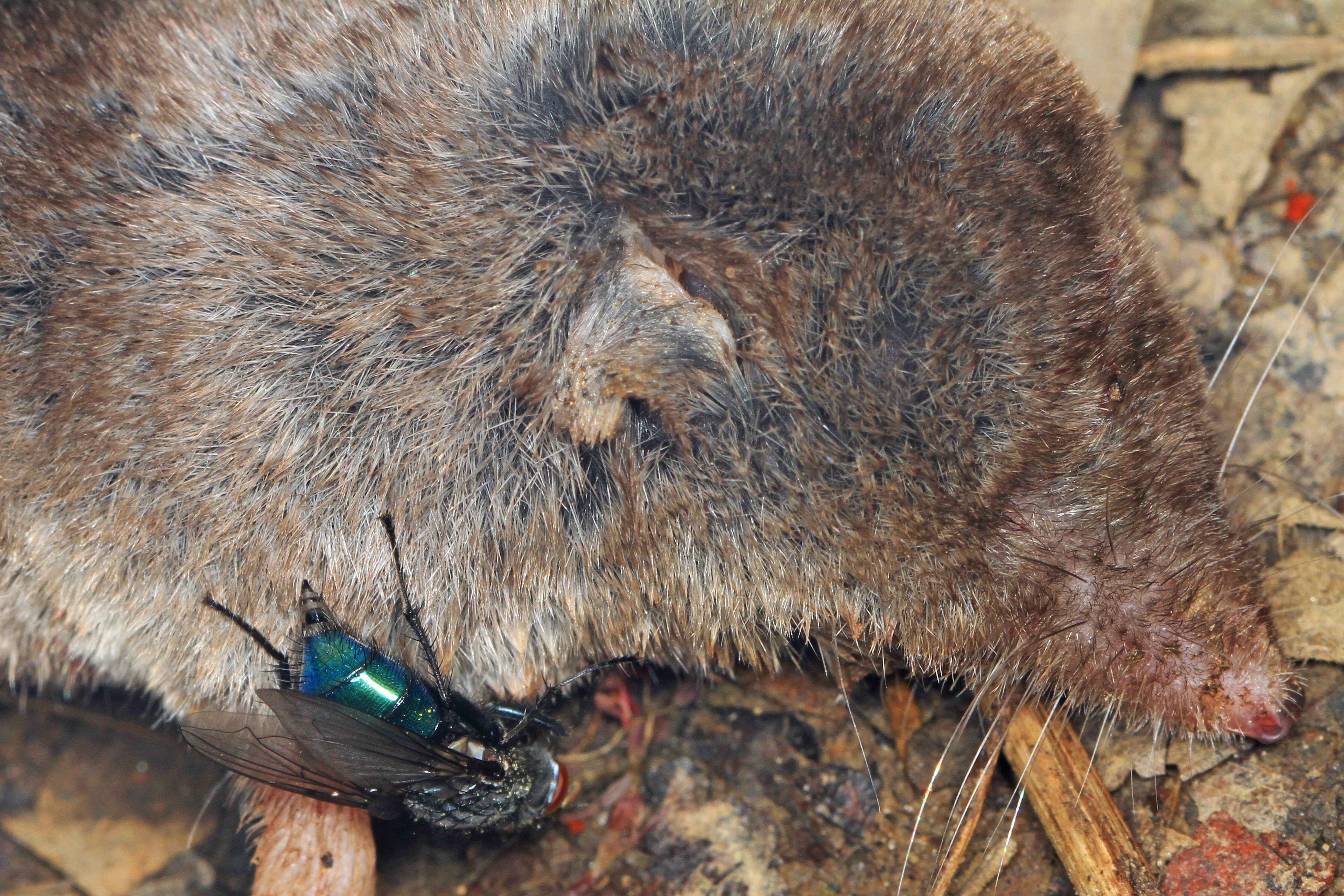
Cynomya cadaverina sur une musaraigne morte (Cynomya, Calliphoridae)
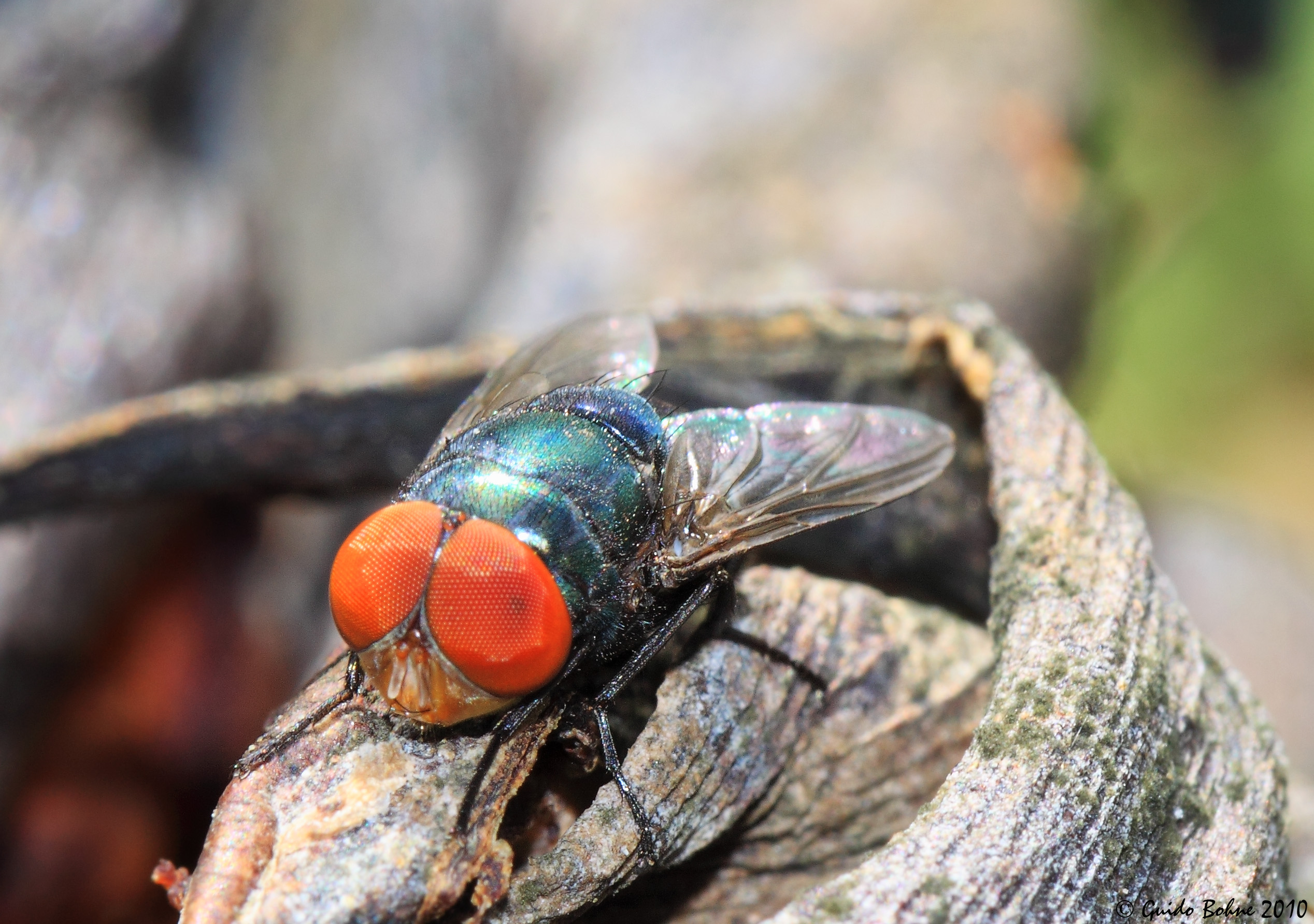
Chrysomya megacephala (Chrysomya, Calliphoridae)
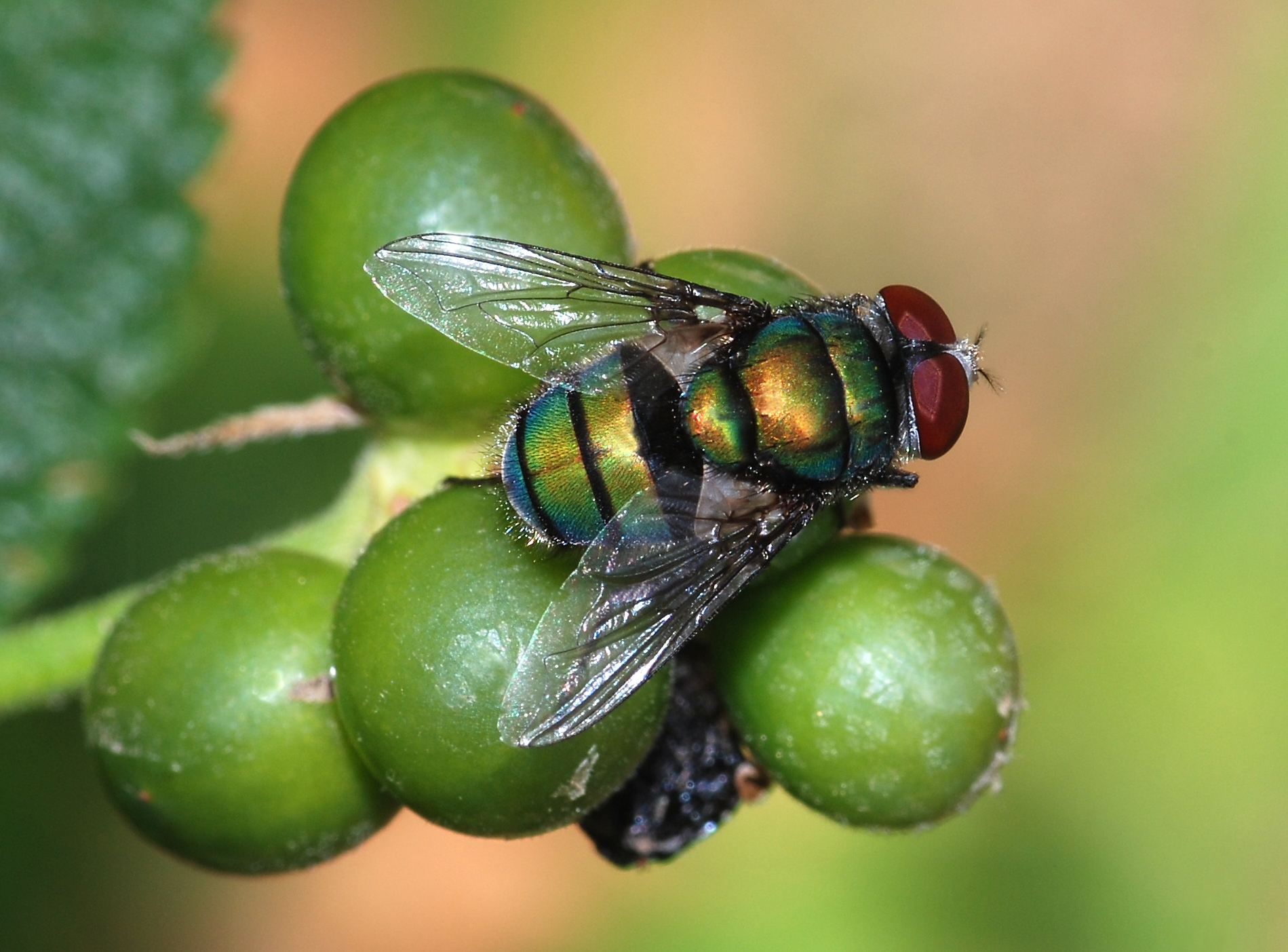
Chrysomya albiceps (Chrysomya, Calliphoridae)
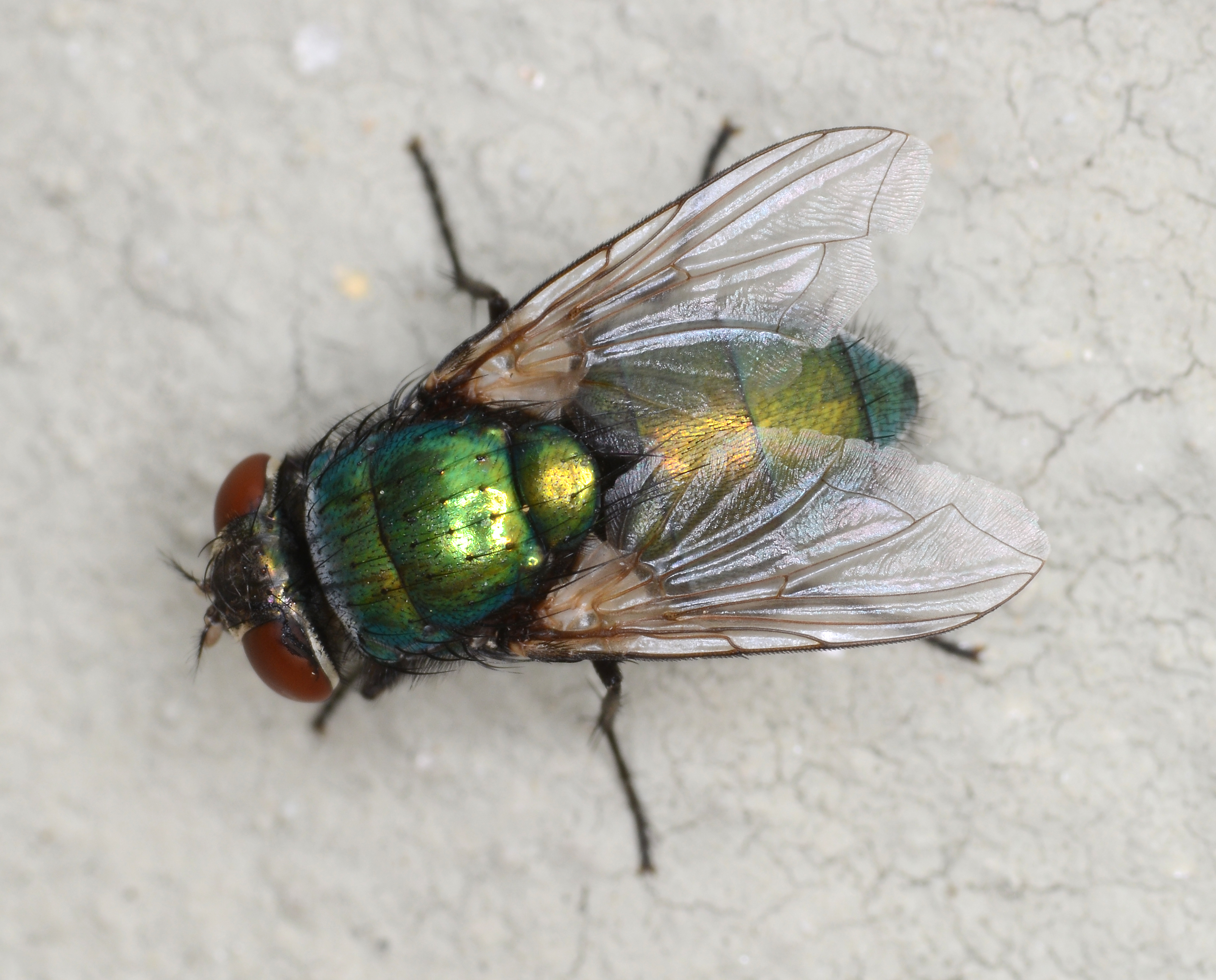
Lucilia sericata (Lucilia, Calliphoridae)
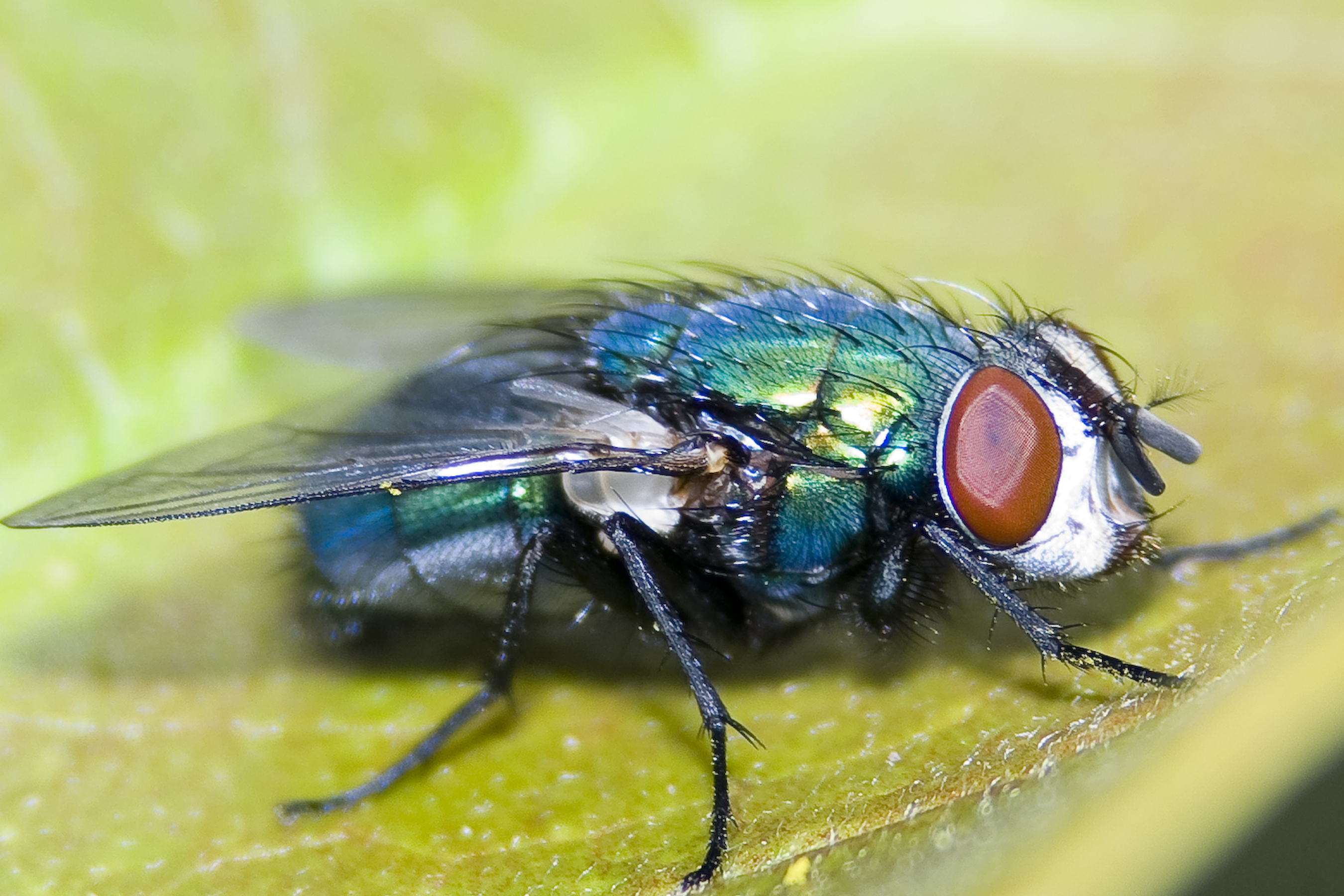
Lucilia caesar (Lucilia, Calliphoridae)
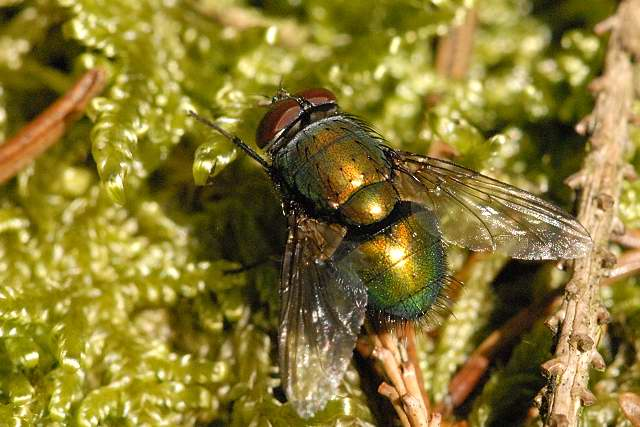
Lucilia bufonivora (Lucilia, Calliphoridae)